# Alfonso Cravioto
Alfonso Cravioto Mejorada (Pachuca, Hidalgo, 24 de enero de 1884-México, D. F., hoy Ciudad de México, 11 de septiembre de 1955/1958) fue un abogado, poeta, político y diplomático mexicano.

## Primeros años
Sus padres fueron Laura Mejorada y el general Rafael Cravioto, gobernador del estado de Hidalgo durante parte del gobierno de Porfirio Díaz Mori.[cita requerida]
Estudió en la Escuela Primaria Fuentes y Bravo y en el Instituto Científico y Literario (ICL), ambos en su ciudad natal. Posteriormente se recibió de abogado en la Escuela Nacional de Jurisprudencia, que posteriormente se convertiría en Facultad de Derecho de la Universidad Nacional Autónoma de México.[cita requerida]

## Faceta parlamentaria, política y diplomática
Se inició como líder estudiantil. Su participación en el movimiento antirreeleccionista, y en especial en la manifestación del 2 de abril de 1903, contra la reelección de Porfirio Díaz, fueron causa de que en 1903 pasara seis meses en la cárcel de Belén, junto con Santiago de la Hoz, Juan Sarabia y los hermanos Flores Magón.[cita requerida]
Al triunfo del movimiento maderista, fue diputado federal en la XXVI Legislatura como parte del grupo de Los renovadores (1911-1913); fue diputado en el Congreso Constituyente de México (1917), que creó la Constitución Política de los Estados Unidos Mexicanos actualmente vigente (su discurso sobre el artículo 123 fue de gran importancia para la aprobación del mismo); diputado en la XXVII Legislatura, así como senador por el Estado de Hidalgo (1918-1922) y presidente del Senado en 1921. En su trabajo parlamentario se destacó como un gran orador.[cita requerida]
También se desempeñó como secretario del Ayuntamiento de la Ciudad de México, director del Departamento de Estudios Universitarios del Consejo de Educación Superior; director general de Bellas Artes, oficial mayor y después subsecretario de la Secretaría de Educación Pública y Bellas Artes.[cita requerida]
De 1925 a 1943 fue embajador en Guatemala, Chile, Bélgica, Cuba y Bolivia.[cita requerida]

## Faceta intelectual
Con Luis Castillo Ledón fundó en 1906 la revista Savia Moderna que, según Francisco Monterde, aspiraba "a modernizar por completo la literatura mexicana —ya cosmopolita en sus tendencias—; a inyectar savia nueva: Savia Moderna, en el viejo tronco".[cita requerida]
El primer número de la revista apareció el 31 de marzo de 1906; el quinto y último, en julio de ese mismo año. A pesar de su corta vida, Savia Moderna se constituiría en el antecedente del Ateneo de la Juventud Mexicana.[cita requerida]
Entre las obras de Alfonso Cravioto figuran los ensayos sobre los pintores Eugène Carrière (1916) y Germán Gedovius (1916); los libros de poemas El alma nueva de las cosas viejas (1921) y Cantos de Anáhuac, y el texto Aventuras intelectuales a través de los números (1938). En 1909 participó en la fundación del Ateneo, que llegará a presidir.[cita requerida]
El 17 de agosto de 1938 fue elegido miembro correspondiente de la Academia Mexicana de la Lengua, y miembro de número el 21 de agosto de 1950, ocupando la silla número XVIII. A su muerte, dejó inconclusa la obra Repertorio metódico del lenguaje, en el que utilizó más de 500 000 fichas.

## Fallecimiento
Alfonso Cravioto falleció en la Ciudad de México, el 11 de septiembre de 1955, siendo senador.[cita requerida]

## Reconocimientos
En 1984, con motivo del centenario de su nacimiento, la Universidad Autónoma del Estado de Hidalgo inauguró el Aula Magna Alfonso Cravioto Mejorada. Y en 1996, el gobierno del Estado de Hidalgo instituyó la Presea Alfonso Cravioto Mejorada para reconocer la trayectoria de los más destacados abogados hidalguenses.[cita requerida]